# توماس ماسيوليس
توماس ماسيوليس (بالليتوانية: Tomas Masiulis)‏ مواليد 19 سبتمبر 1975 في كاوناس، الجمهورية الليتوانية السوفيتية الاشتراكية، الاتحاد السوفيتي، هو لاعب كرة سلة ليتواني سابق بدأ مسيرته الاحترافية في سنة 1994. يبلغ طوله 6 قدم 8 بوصة (2.0 م). مثّل منتخب بلاده. شارك في مسابقة كرة السلة في الألعاب الأولمبية الصيفية. اعتزل اللعب في 2009.

## فرق لعب لها
- زالغيريس لكرة السلة

## روابط خارجية
- توماس ماسيوليس على موقع الاتحاد الدولي لكرة السلة (الإنجليزية)
- توماس ماسيوليس على موقع كرة السلة الأوروبية.كوم (الإنجليزية)
- توماس ماسيوليس على موقع ريلجم (الإنجليزية)
- توماس ماسيوليس على موقع بروبوليرز (الإنجليزية)
- توماس ماسيوليس على موقع سبورتس رفرنس (الإنجليزية)
- توماس ماسيوليس على موقع أوليمبيديا (الإنجليزية)